# Visdeurbel
De visdeurbel is een specifiek type vispassage bij de Utrechtse Weerdsluis. Bezoekers van de website van de visdeurbel kunnen via een webcam zien of er vissen voor de sluis liggen te wachten, en daar middels een digitale deurbel de sluiswachter over informeren. De bel helpt vissen die vanuit de Vecht stroomopwaarts via de Utrechtse grachten de Kromme Rijn proberen te bereiken om daar eitjes te leggen.

## Geschiedenis
Ooit was de Weerdsluis een veelgebruikte passage voor de beroepsvaart. Anno 2021 was het belang van de vaarroute echter inmiddels zo sterk afgenomen dat de sluis in het voorjaar soms weken dicht bleef. Vissen die onderweg waren naar hun paringsgebied, moesten daardoor noodgedwongen langere tijd voor de sluis blijven wachten. Ecoloog Mark van Heukelum bedacht hierop in 2021 de visdeurbel, waarmee de sluiswachter een seintje kon krijgen dat de sluis geopend moest worden. 
In april en mei 2021, tijdens het paarseizoen, werd de visdeurbel bij wijze van experiment voor het eerst in werking gesteld. In die twee maanden werd de livestream op de website wereldwijd door twee miljoen mensen bekeken en werd de deurbel zo'n 100.000 keer ingedrukt. Wegens succes van het experiment kreeg het systeem in de jaren erna een vervolg. In 2024 werd er aan de website een wekelijks journaal toegevoegd. 

## Werking
In de schutkolk van de sluis is onder water een webcam bevestigd. Via een livestream is voor belangstellenden te zien of er vissen wachten om naar binnen te gaan; kijkers kunnen via een meldknop op de bijbehorende website de sluiswachter vragen om de sluis te openen. De sluiswachter krijgt vervolgens een fotofragment te zien van het moment waarop er op de bel werd gedrukt, ter controle dat er inderdaad vissen aanwezig zijn, en kan vervolgens de sluis openen. 

## In de media
In 2023 nam het aantal bezoekers significant toe, met name vanuit Duitsland en de Verenigde Staten, na reportages over de visdeurbel op de Duitse televisie en aandacht van de Amerikaanse Tiktokker en worstelaar Thunder Keck.
Op 13 april 2025 wijdde de Brits-Amerikaanse komiek John Oliver een tien minuten durend item aan de visdeurbel in het Amerikaanse televisieprogramma Last Week Tonight.